# 이와미후쿠미쓰역
이와미후쿠미쓰역(일본어: 石見福光駅)은 일본 시마네현 오다시에 있는 서일본 여객철도 산인 본선의 역이다. 섬식 승강장 1면 2선의 구조를 지닌 지상역이다.

## 타는 곳
| 플랫폼 | 노선        | 방향   | 행선지                 |
| ------ | ----------- | ------ | ---------------------- |
| 1      | ■ 산인 본선 | 상행선 | 이즈모시 · 마쓰에 방면 |
| 1      | ■ 산인 본선 | 하행선 | 오다시 · 고쓰 방면     |

마쓰다방면을 향해 좌측에 단식 플랫폼 1면 1선을 가지고있는 지상역이다. 원래는 2면2선의 플랫폼이 있었으나 현재는 역사 반대편의 플랫폼과 노선이 철거되어 1면 1선의 정류소 구조이다.
하마다철도부 관리하의 무인역으로써, 자동발권기나 승차증명서 발행기는 설치되어 있지 않다. 대합실 정도의 기능을 하고 있는 목조역사건물이 있다.

## 이용 현황
| 연도   | 하루 평균 승차 인원 | 연도     | 하루 평균 승차 인원 |
| 1999년 | 122명               | 2005년도 | 115명               |
| 2000년 | 111명               | 2006년도 | 105명               |
| 2001년 | 100명               | 2007년도 | 100명               |
| 2002년 | 91명                | 2008년도 | 89명                |
| 2003년 | 100명               | 2009년도 | 67명                |
| 2004년 | 103명               |          |                     |
| ------ | ------------------- | -------- | ------------------- |

## 역사
- 1928년 10월 25일 - 일본국유철도 산인 본선의 유노쓰역 - 구로마쓰역 사이에 신설 개업하였다. 화물 및 승객 운송을 담당하였다.
- 1973년 6월 15일 - 화물 취급을 중단하였다.
- 1987년 4월 1일 - 나카소네 야스히로 내각의 국철 분할 민영화사업에 의해、서일본 여객철도의 역이 되었다.

## 역 주변
- 후쿠나미 우체국
- 오다시립 유노쓰 중학교
- 오다시립 후쿠나미 소학교
- 후쿠미쓰 해수욕장

## 인접 정차역
| 서일본 여객철도 산인 본선 | 서일본 여객철도 산인 본선 | 서일본 여객철도 산인 본선 |
| ------------------------- | ------------------------- | ------------------------- |
| 유노쓰 요나고 방면        | ■ 산인 본선               | 구로마쓰 마스다 방면      |